# Governo Balkenende III
Il Governo Balkenende III è stato il sessantaseiesimo esecutivo dei Paesi Bassi, in carica per 7 mesi e 15 giorni, dal 7 luglio 2006 al 22 febbraio 2007 (sebbene dimissionario dal 30 novembre 2006), guidato dal Ministro-presidente Jan Peter Balkenende.

## Formazione e dimissioni
Il Governo Balkenende III nacque dopo la caduta prematura del precedente governo Balkenende II a causa della mozione di sfiducia, presentata il 30 giugno 2006 dai Democratici 66 (D66), contro la Ministra dell'immigrazione Rita Verdonk. Ciò, dunque presto generò una serie di tensioni interne nel Consiglio dei ministri, che portarono, il 3 luglio, al ritiro di tutti i ministri del D66, così come del loro sostegno all’esecutivo.
Per queste ragioni, il Ministro-Presidente si diresse dalla regina Beatrice, dove rassegnò le sue dimissioni. Il giorno dopo, Balkenende, ricevette tuttavia  l'incarico di creare un nuovo esecutivo, al fine di giungere all’imminente scadenza naturale della legislatura. In virtù di ciò, il capo del governo formò il suo terzo esecutivo e giurò il 7 luglio 2006.
Si dimise in occasione della formazione del nuovo governo, guidato sempre da Balkenende e originato dalle elezioni del 2006.

## Situazione parlamentare
| Camera       | Collocazione                   | Partiti                                                      | Seggi    |
| ------------ | ------------------------------ | ------------------------------------------------------------ | -------- |
| Tweede Kamer | Governo                        | CDA (44), VVD (27)                                           | 71 / 150 |
| Tweede Kamer | Appoggio legislativo negoziato | PvdA (42), SP (9), LPF (8), GL (8), CU (3), SGP (2), N-I (1) | 73 / 150 |
| Tweede Kamer | Opposizione                    | D66 (6)                                                      | 6 / 150  |

## Composizione
Appello Cristiano Democratico (CDA)
     Partito Popolare per la Libertà e la Democrazia (VVD)
| Carica o ministero                                              | Titolare | Titolare | Titolare                                     | Partito |
| --------------------------------------------------------------- | -------- | -------- | -------------------------------------------- | ------- |
| Ministro-Presidente Affari Generali                             |          |          | Jan Peter Balkenende                         | CDA     |
| Vice Ministro-Presidente Finanze                                |          |          | Gerrit Zalm                                  | VVD     |
| Relazioni interne e del Regno                                   |          |          | Johan Remkes                                 | VVD     |
| Affari esteri                                                   |          |          | Ben Bot                                      | CDA     |
| Giustizia                                                       |          |          | Piet Hein Donner (fino al 22 settembre 2006) | CDA     |
| Giustizia                                                       |          |          | Ernst Hirsch Ballin (dal 22 settembre 2006)  | CDA     |
| Affari economici                                                |          |          | Joop Wijn                                    | CDA     |
| Difesa                                                          |          |          | Henk Kamp                                    | VVD     |
| Affari sociali ed Occupazione                                   |          |          | Aart Jan de Geus                             | CDA     |
| Salute, Welfare e Sport                                         |          |          | Hans Hoogervorst                             | VVD     |
| Istruzione, Cultura e Scienza                                   |          |          | Maria van der Hoeven                         | CDA     |
| Trasporti e Gestione dell'acqua                                 |          |          | Karla Peijs                                  | CDA     |
| Abitazioni, Pianificazione territoriale ed Ambiente             |          |          | Sybilla Dekker (fino al 26 settembre 2006)   | VVD     |
| Abitazioni, Pianificazione territoriale ed Ambiente             |          |          | Pieter Winsemius (dal 26 settembre 2006)     | VVD     |
| Cooperazione allo sviluppo                                      |          |          | Agnes van Ardenne                            | CDA     |
| Integrazione, Riabilitazione, Prevenzione e Giustizia giovanile |          |          | Rita Verdonk                                 | VVD     |
| Relazioni interne, Riforma Civile, Comuni                       |          |          | Atzo Nicolaï                                 | VVD     |